# 迪尼亚
迪尼亚（法語：Digna，法語發音：[diɲa]）是法国汝拉省的一个市镇，位于该省西南部，属于隆斯勒索涅区。

## 地理
迪尼亚（46°30'59"N, 5°23'35"E）面积3.38 平方千米，位于法国勃艮第-弗朗什-孔泰大區汝拉省，该省份为法国东部内陆省份，北起上索恩省，西北接科多尔省，西临索恩-卢瓦尔省，南至安省，东与杜省和瑞士接壤。
与迪尼亚接壤的市镇（或旧市镇、城区）包括：库桑斯、舍夫罗、日济亚、屈索、勒米鲁瓦尔。

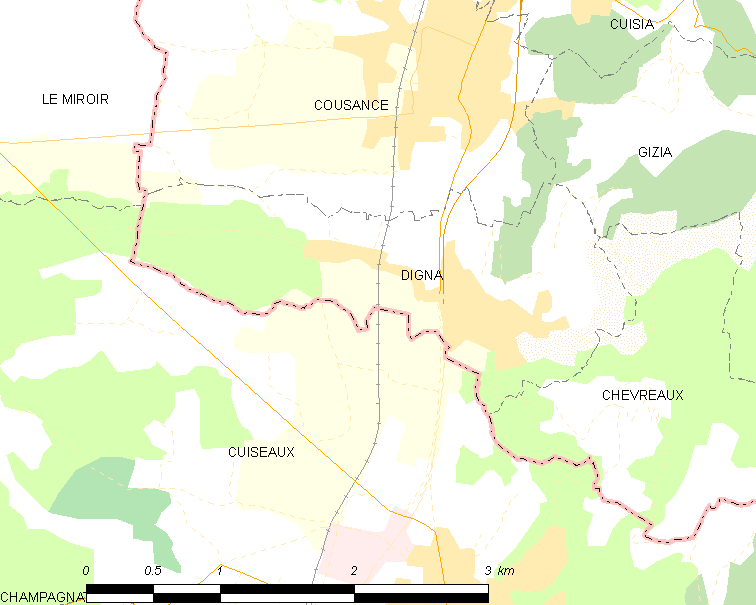
迪尼亚的OSM定位图

迪尼亚的时区为UTC+01:00、UTC+02:00（夏令时）。

## 行政
迪尼亚的邮政编码为39190，INSEE市镇编码为39197。

## 政治
迪尼亚所属的省级选区为圣阿穆尔县。

## 人口

1962-2008年间迪尼亚人口变化图示

迪尼亚于2022年1月1日时的人口数量为368人。